# Rajd w Wiśle 1961
11. Rajd w Wiśle – 11. edycja Rajdu Wisły. Był to rajd samochodowy rozgrywany od 22 do 24 września 1961 roku. Była to czwarta runda Rajdowych Samochodowych Mistrzostw Polski w roku 1961. Rajd składał się z następujących prób sportowych: 2 odcinków specjalnych, 4 prób hamowania, 2 próby przyspieszania na poziomie, 1 próby szybkościowej "Wartburg", 1 próby zręczności "greckiej" i 1 próby szybkości górskiej. Został rozegrany na nawierzchni asfaltowej. Zwycięzcą został Sobiesław Zasada.

## Wyniki końcowe rajdu[1][2]
| Miejsce | Kierowca            | Pilot                | Samochód                | Klasa  | Punkty |
| ------- | ------------------- | -------------------- | ----------------------- | ------ | ------ |
| 1       | Sobiesław Zasada    | Ewa Zasada           | BMW 700 Sport           | IV     | 254,4  |
| 2       | Grzegorz Timoszek   | Krzysztof Komornicki | Simca Aronde P 60       | VIII   | 272,2  |
| 3       | Henryk Ruciński     | Tadeusz Michalak     | Auto Union              | VI-VII | 279,5  |
| 4       | Ksawery Frank       | Marceli Zmyk         | Ford Taunus             | IX-XI  | 318,7  |
| 5       | Marek Varisella     |                      | FSO Syrena 101          | V      | 371,7  |
| 6       | Henryk Frąckowiak   |                      | Volkswagen Karmann Ghia | VIII   |        |
| 7       | Franciszek Postawka | L. Postawka          | FSO Warszawa M-20       | XIa    |        |
| 8       | Stanisław Stolarski |                      | Wartburg 311            | VI-VII |        |
| 9       | Stanisław Cencora   |                      | Wartburg 311            | VI-VII |        |
| 10      | Marian Zatoń        | Tadeusz Truchel      | FSO Syrena 101          | V      |        |